# ولسوالی جبل‌سراج
جبل‌السراج یکی از ولسوالی‌ها یا شهرستاناستان پروان در جنوب هندوکش یا همان کابلستان قدیم است که امروزه بنام حوزهٔ شمالی یاد می‌شود. ولسوالی جبل السراج از ولسوالی‌های صنعتی افغانستان بشمار می‌رود. جبل السراج در دامنه جنوبی هندوکش واقع شده و ۱۷۳ کیلو مترمربع مساحت دارد. جمعیت آن در سال ۱۳۹۹ حدود ۷۲٬۳۴۵ نفر می‌رسید. این ولسوالی از جنوب با ولایت کابل، از غرب با ولسوالی شینواری، از شمال با ولسوالی سالنگ و از شرق با ولایت کاپیسا هم‌مرز است.

## فلسفه نام‌گذاری
این منطقه پیش از آن که بنام جبل‌السراج نام‌گذاری شود، پروان نام داشت، یعنی پروان به معنای گذرگاه، دقیق به همین محل امروزی جبل‌السراج گفته می‌شد. زمانی‌که کارخانهٔ برق در این محل از طرف امیرحبیب الله سراج افتتاح می‌گردید، یک کاخ سلطنتی نیز در نظر گرفته شد و بنام جبل‌السراج نام گذاری شد.

## روستاها
قلعه پایین گلبهار، پای مزار، دو آبی، میانه کوچه، پنجاه خانه، ده بالای کلبهار، لکار گلبهار، ده نو گلبهار، سبزی خیل، کل میرزا خیل، لشکر خیل، حمید خیل، کوچه پایین، فتح خان خیل، میر خان خیل، جان نثار خیل، خواجه محمد خیل، قادر خیل، عقب برج مستوفی، خواجه خپل جبل السراج، میدان، مناره بالا، چار برج حصار مناره، مدد خیل، عابد خبل، عشق آباد، سه کوتی، قول بهلول، کارته مأموران، تاجکان، ده بالا، پشته مزار، شاتوتک، کلاخان خیل، زربیها، پل مټک، بودلا، چشمه دراز، شاخل زار، سیل کندی، خارزار، بیخ کوتل، خاخرم، آهنگران آشا به، بلندی
آشاوه بور کندا، سموچک، توتک، ترسم خپل، شامیرزا خیل،
چهار مغرک، خدای نور خپل، بابه لطیف خپل، شامراد خبل، قلعه ندافها، کل پیدا خیل، اسد خیل، شهباز خبل، شیر باقی خیل
، گلستان خیل، قلعه سرک، نصرالله خیل، عزت‌الله خیل ګلبهار
، صوفی خیل ګلبهار، بوری خیل، سنگی محمد خیل، ناوی‌ها،
قلیچ خیل، قلعه میرا، باقی خبل، محمدخان خیل، خواجه خپل ګلبهار، دو بندی، شیرالله خیل، خواجه خیل قلعه نهر، عیسی خیل، ملک خان خیل، حاجی خیل، ده میرخان، میانه گذر بالا، میانه گذر پایین، حصار مناره، مناره پایین، گذر پایین، قلعه سرخ
گذر نورالله، خان خپل قلعه صحرا، احمد خیل، قلعه صحرا میانه جوی، سلیم خیل، صفی خیل، آشور بیک خیل، میراکجی خیل
جوی بخش، قلعه حاجی گوهر خان، حبیب خیل، نور محمد خیل، جان داد خیل، ارسله خیل، شاد خان خیل، ایوب خیل، عنایت الله خیل، عزت خیل بالا، عزت خیل پایین

## مردم
بیشترین مردم آن تاجیک‌تبار و شماری سادات نیز ساکن اند و همه فارسی‌زبان می‌باشند.

## اَرگ شاهی جبل سراج
ساختمان ارگ شاهی جبل سراج که در سال ۱۹۰۵ کار آن آغاز گردید در سال ۱۹۰۷میلادی در زمان حکومت حبیب‌الله سراج پایان یافت که بنام سراج‌الامصار یاد می‌شد. طوری‌که ابوسعید راسخ نوشته است: به اساس نقل قول محمد ایوب خان فرزند سرورخان پروانی قاضی خانی، که در زمان اعمار این قصر مسئوولیت امور مالی‌و نظارت کار آن را داشت، زمین این کاخ حین مراجعت امیر عبدالرحمن‌خان از بخارا در سال ۱۸۸۰ میلادی به درخواست وی از سوی رفیق‌و یار همرزمش سرورخان پروانی به وی بخشیده شده بود. همچنان؛ یک برجی در بازار این شهرستان بنام سرورخان معروف است.

## صنعت

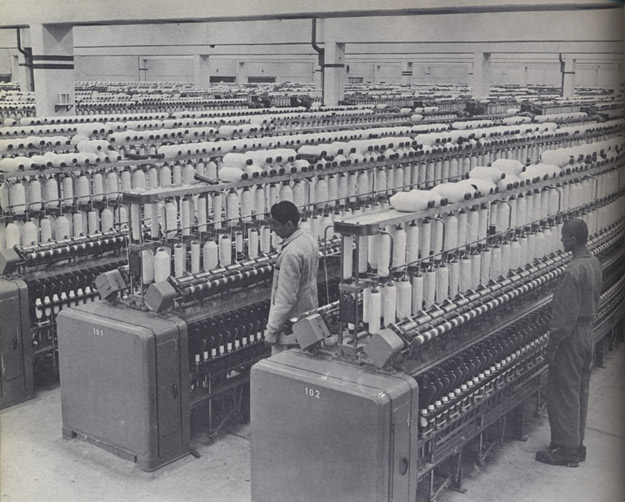
فابریکه نساجی گلبهار در اوج تولید خود واقع در ولسوالی جبل‌سراج

اولین فابریکه نساجی در افغانستان بنام فابریکه نساجی گلبهار در سال ۱۳۳۲ ولسوالی جبل‌سراج به سرمایه عبدالمجید زابلی، به‌کمک آلمان ساخته شد. در آن وقت تقریباً ۱۵۰۰۰ نفر کارگر در این فابریکه مشغول کار بودند. محصولات این فابریکه به میلیون‌ها متر نسج شامل فرش، پتو (کمپل)، تکه‌های لباس، پارچه‌های پشمی، نخی و ابریشمی می‌شد که به بیرون از افغانستان به ویژه به آلمان نیز صادر می‌شد.
فابریکه سمنت جبل‌سراج در سال ۱۳۳۷ با تولید ۱۰۰ تُن در یک شبانه روز تأسیس گردید و تا سال ۱۳۷۵ فعالیت مؤثر اقتصادی داشت. بعد از جنگ‌های داخلی در افغانستان فعالیت آن متوقف شد و در سال ۱۳۹۵ خورشیدی دوباره به فعالیت آغاز کرد و اکنون در هر شبانه روز ۱۰ تُن تولید دارد.

## انرژی
اولین بند برق آبی در سطح کشور (بند برق جبل‌سراج) در سال ۱۲۹۰ توسط مهندسان انگلیسی طرح‌ریزی شد و در سال ۱۲۹۳ کار آن آغاز و بالاخره در سال ۱۳۰۰ به بهره‌برداری سپرده شد. این بند برق دو توربین به‌شکل افقی دارد که ظرفیت مجموعی آن‌ها به ۱۵۰۰ کیلو وات می‌رسد. از برق تولید شده درین فابریکه برای برق‌رسانی به فابریکه سمنت جبل السراج و فابریکه نساجی گلبهار استفاده می‌شد. همچنان یک خط ولتاژ بلند برای برق‌رسانی به شهر کابل نیز از آنجا به کابل انتقال داده شده بود.